# Nigériai költők, írók listája
Ez a lista az ismertebb nigériai költőket és írókat tartalmazza névsor szerint, betűrendben. A legismertebb szerzőket lásd még: Afrikai költők, írók listája! 

## A
- Chris Abani (* 1966)
- Chinua Achebe (1930–2013)
- Remi Adedeji (* 1937)
- Toyin Adewale
- Chimamanda Ngozi Adichie (*  1977)
- Tolu Ajayi
- Zaynab Alkali
- T.M. Aluko (* 1918)
- Elechi Amadi (1934–2016)
- Ifi Amadiume
- Sefi Atta

## B
- Francoise Balogun
- Simi Bedford
- Biyi Bandele-Thomas

## C
- Chin Ce (1964–)
- John Pepper Clark
- Samuel Ajayi Crowther (1807–1891)

## E
- Cyprian Ekwensi (*1921)
- Buchi Emecheta (1944–2013)
- Olaudah Equiano (1745?–1797)

## F
- Daniel O. Fagunwa
- Funmilayo Fakunle
- Dan Fulani

## I
- Akinwunmi Isola (1940–)
- Abubakar Imam (1911–1981)
- Festus Iyayi

## J
- Samuel Johnson (1846–1901) történész

## M
- Amina Mama

## N
- Martina Awele Nwakoby (* 1937)
- Nkem Nwankwo (* 1936)
- Victor Nwankwo (*1944
- Flora Nwapa (1931–1993)

## O
- Eno Obong
- Hubert Ogunde (1916–1990)
- Molara Ogundipe-Leslie
- Tanure Ojade
- Gabriel Okara, (*1921)
- Christopher Okigbo
- Ifeoma Okoye
- Ben Okri (* 1959
- Kole Omotoso
- Osonye Tess Onwueme (* 1955)
- Femi Osofisan
- Sola Osofisan
- Niyi Osundare
- Helen Ovbiagele (* 1944)

## S
- Ken Saro-Wiwa (1941–1995)
- Omowunmi Segun
- Zulu Sofolo (* 1935?/1938?)
- Wole Soyinka (* 1934)

## T
- Amos Tutuola, (1920–1997)

## U
- Françoise Ugochukwu, Franciaországban született
- Adaora Lily Ulasi (* 1932)

## W
- Ugonna Wachuku (* 1971), 1996 óta Genfben él.